# Kamerunschaf
Das Kamerunschaf ist eine Rasse des Hausschafs (Ovis gmelini aries). Es stammt ursprünglich vom Westafrikanischen Zwergschaf oder Djallonké (nach der Region Fouta Djallon in Guinea und der dortigen ursprünglichen Bevölkerung, den Djallonké) ab, ist eine anerkannte Haarschafrasse in Europa und gehört zu der Rassengruppe der Landschaftsrassen.

## Merkmale
Das Kamerunschaf ist ein kleinrahmiges, anspruchsloses, widerstandsfähiges Landschaf. Der Rumpf ist tief und geschlossen, die Rippen sind gut gewölbt, das Fundament ist fein und trocken. Die Muttertiere sind hornlos. Das Geschlechtsmerkmal der Böcke sind sichelförmige Hörner und eine Mähne an Hals, Nacken und Brust.
Kamerunschafe haben von Natur aus kurze Schwänze. Sie werden nicht kupiert. Die Hufe sind klein und hart. Das Haarkleid ist dicht und enganliegend. Es wird im Winter durch eine dichte Unterwolle ergänzt, die im Frühjahr wieder abgestoßen wird. In der Herdbuchzucht ist die häufigste Fellfarbe braunmarkenfarbig (brmf: Grundfarbe braun; Bauch, Kopf und Beine mit schwarzer Zeichnung). Weiter gibt es schwarzmarkenfarbige Tiere (swmf: Grundfarbe schwarz; Bauch, Kopf und Beine mit brauner Zeichnung), reinschwarze (schw: einfarbig schwarz) und gescheckte.
Kamerunschafe sind bereits im Alter von etwa 4–5 Monaten geschlechtsreif. Die Brunst ist asaisonal. Bis zu drei Ablammungen innerhalb von 24 Monaten sind möglich. Das Ablammergebnis beträgt dabei rd. 150 %, d. h. 2–3 Lämmer pro Jahr. Die Geburt vollzieht sich fast ausnahmslos ohne fremde Hilfe recht problemlos.  In der Haltung sind sie unkompliziert und kälteunempfindlich.
Das Körpergewicht von Altböcken (ab 2 Jahren) liegt bei 45–60 kg. Mutterschafe haben ein Gewicht von 35–50 kg. Jährlingsböcke (1–2 Jahre) wiegen etwa 35–40 kg. Böcke haben eine Widerristhöhe von 60–70 cm, Muttertiere etwa von 58–65 cm. Kamerunschafe haben eine Lebenserwartung von 10–12 Jahren, im Zoo bis zu 20 Jahre.

## Herkunft

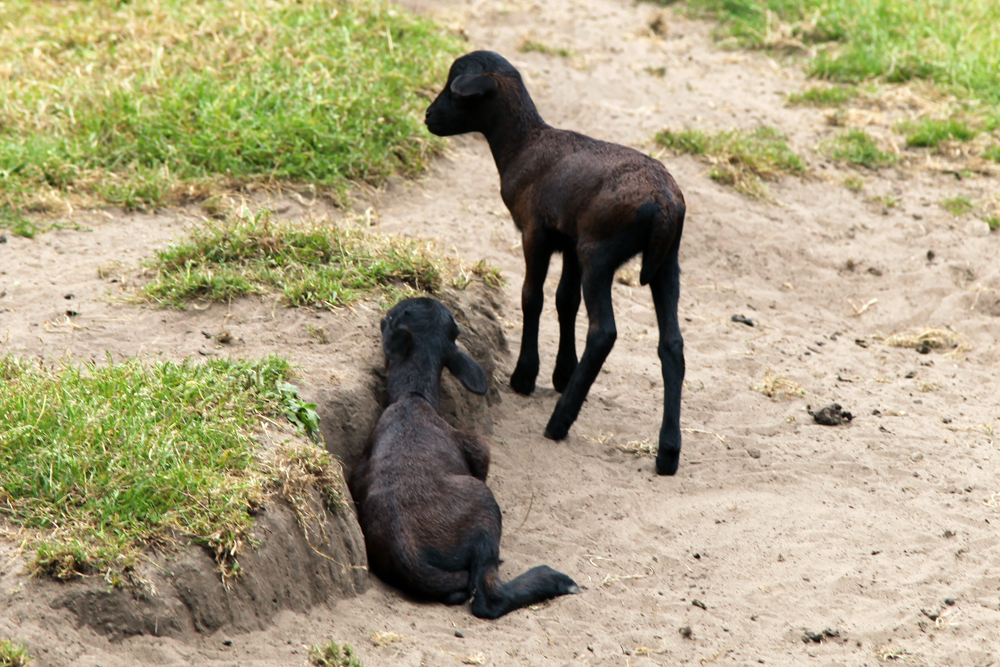
Schwarze Lämmer

Das Kamerunschaf (engl.: Cameroon dwarf blackbelly sheep) ging ursprünglich aus dem Westafrikanischen Zwergschaf (engl.: West African dwarf sheep) hervor, welches durch gezielte Zucht und Selektion sich zu der heutigen europäischen Landschafrasse mit ihrer Größe und ihren Farbschlägen entwickelt hat.
Unklar ist, wann und wie die Tiere erstmals nach Europa gelangten. Denkbar ist der Transport als Provianttier auf Schiffen. Dem Kamerunschaf sehr ähnlich ist das in beiden Geschlechtern hornlose Barbados-Blackbelly-Schaf, dessen Urahnen vermutlich mit Sklaventransporten in die Karibik gelangten.

## Zuchtbuchbetrieb

### Deutschland
Über die Vereinigung Deutscher Landesschafzuchtverbände (VDL) wird der Rassestandard in Deutschland definiert. Die Zuchtdokumentation und Zuchtnachweise führt der jeweilige Landesverband im Bundesgebiet. Die Verwaltung erfolgt über ein zentrales Online-System „ovicap“ der Vereinigte Informationssysteme Tierhaltung w.V. (vit).
Die Zuchtbeurteilungen und -bewertungen sowie Körungen werden von jeweiligen Zuchtbeauftragten des Landesverbandes durchgeführt.
Die Rasse „Kamerunschaf“, wie sie im deutschen Herdbuch geführt wird, ist als „stark gefährdete Schafrasse“ eingestuft.